# Friedrich August Crämer

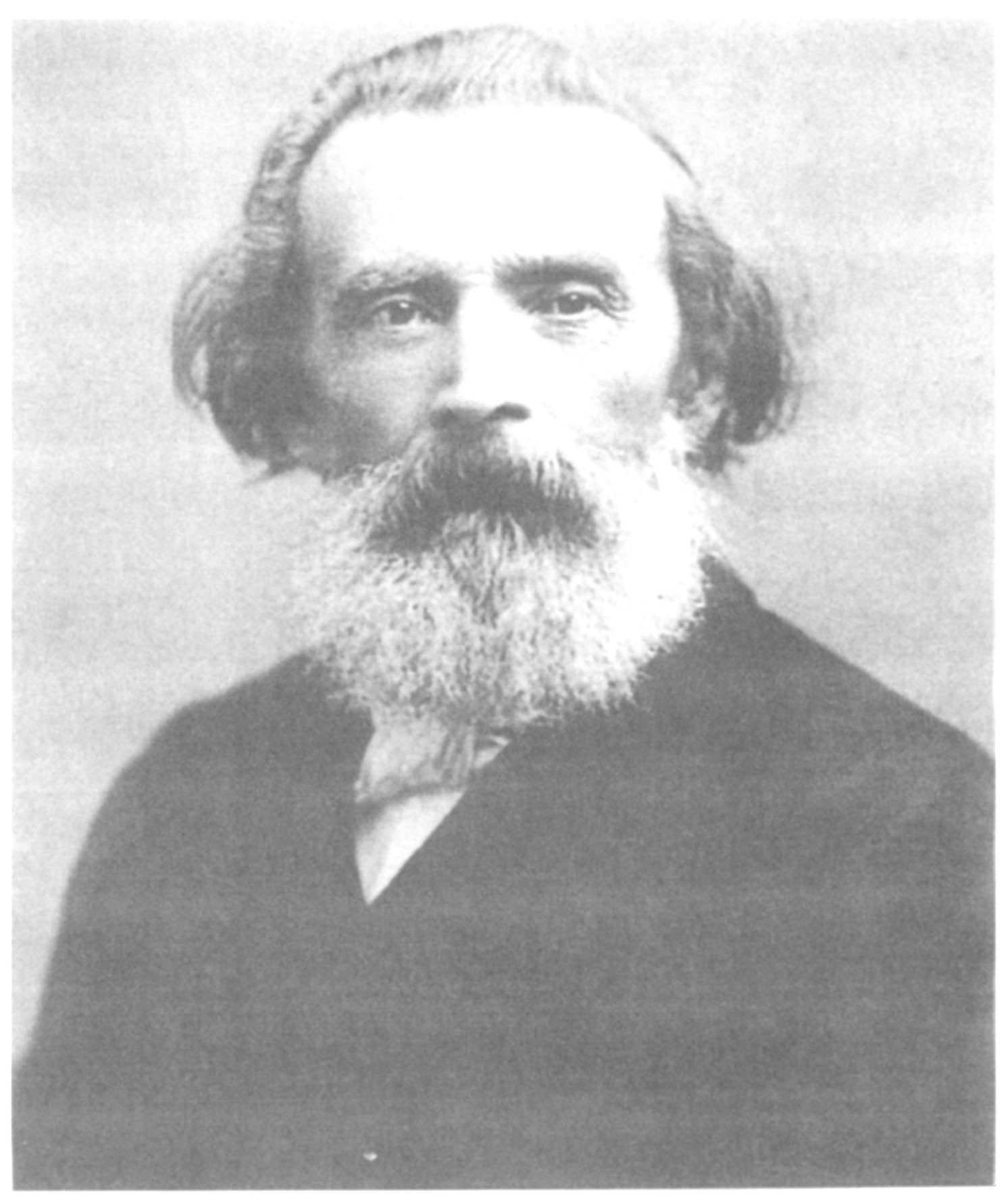
Friedrich August Crämer

Friedrich August Crämer (englisch August Craemer; * 26. Mai 1812 in Kleinlangheim, Großherzogtum Würzburg; † 3. April 1891 in Springfield, Illinois) war Professor, Missionar und lutherischer Pfarrer in Deutschland, England und den USA. Crämer engagierte sich in der Zeit des Vormärz politisch und verließ 1844 Deutschland. Er gilt als Gründer der Stadt Frankenmuth im US-Bundesstaat Michigan.

## Leben

### In Europa
Friedrich August Crämer wurde am 26. Mai 1812 in der zum Großherzogtum Würzburg gehörenden Marktgemeinde Kleinlangheim bei Kitzingen geboren. Über die Familie ist nur wenig bekannt, die Eltern waren streng lutherisch und gaben ihren Glauben auch an die Söhne weiter. Der jüngere Bruder Carl Crämer, der später geadelt werden sollte, dies aber ablehnte, stieg zum Spiegelfabrikanten auf und wurde 1888 zum Ehrenbürger von Nürnberg ernannt. Der Vater Johannes Crämer bemühte sich insbesondere, den Kindern gehobene Bildung angedeihen zu lassen.
Für den jungen Friedrich August engagierte Crämer einen Pfarrer aus einem Nachbardorf. Dieser unterrichtete ihn in Latein, sodass Friedrich August später das Gymnasium in Würzburg besuchen konnte. Er beendete seine Schullaufbahn mit herausragenden Noten und nahm 1830 ein Studium der Theologie und der Philosophie an der evangelisch geprägten Universität Erlangen auf. Hier schloss sich Crämer der Burschenschaft Germania Erlangen an, die für die politische Einheit Deutschlands kämpfte.
Crämer engagierte sich innerhalb der Burschenschaft und organisierte beispielsweise die Stuttgarter Tagung des „Vaterlandsvereins“ mit. Am 3. April 1833 überfiel er mit anderen die Konstablerwache in Frankfurt, um gegen das Verbot der Burschenschaften zu demonstrieren. Friedrich August Crämer wurde gefangen genommen und nach München in die Fronfeste gebracht. Hier wartete er drei Jahre auf seinen Prozess. Verurteilt wurde Crämer schließlich zu lebenslanger Festungshaft auf der Passauer Veste Oberhaus. Lediglich durch das Bemühen des Münchner Pädagogen Friedrich Thiersch, der die Kaution von 10.000 Gulden stellte, kam Crämer wieder auf freien Fuß. Er ist im Schwarzen Buch der Frankfurter Bundeszentralbehörde (Eintrag Nr. 256) festgehalten.
In den folgenden Jahren widmete sich Crämer dem Studium der Sprachen, er lernte Alt- und Neugriechisch, Alt- und Mittelhochdeutsch, Französisch und Englisch. Eine Krankheit verhinderte jedoch eine frühe wissenschaftliche Karriere. Crämer wurde zunächst Hauslehrer der Söhne des Grafen Detlev von Einsiedel. Bereits 1843 verließ er die Familie und wurde Lehrer der Kinder von Lord Lovelace in Devonshire, England. Der Lutheraner Crämer wechselte aber bald wiederum die Stellung, da die Familie dem Unitarismus anhing.
Noch 1843 gelang es Crämer über die Vermittlung durch den englischen Abgeordneten Sir Henry Drummond eine Stelle als Privatdozent für die deutsche Sprache an der Universität Oxford zu erhalten. Oxford war damals von Streitigkeiten zwischen den „Tractarians“ um John Henry Newman geprägt, die die anglikanische Kirche enger an die römisch-katholische Konfession bringen wollte. Crämer wechselte daraufhin 1844 erneut seine Profession. Er traf auf den Pfarrer Wilhelm Löhe, den Begründer der Neuendettelsauer Mission. Dieser suchte Missionare, um in den Vereinigten Staaten seinen Glauben zu verbreiten.

### In den USA
Crämer sollte einer Gruppe von Auswanderern aus der Gegend um Fürth als Pfarrer vorstehen. Allerdings benötigte er noch eine Ordination, um als lutherischer Pfarrer tätig sein zu können. Am 4. April 1845 wurde Crämer im Schweriner Dom von Theodor Kliefoth ordiniert. Am 20. April 1845 begann dann die Überfahrt nach New York. Auf der 51-tägigen Reise lernte Crämer seine spätere Frau Dorothea Benthien kennen, die beiden heirateten nach ihrer Ankunft am 10. Juni 1845 in St. Martin, New York City. Auf Geheiß von Wilhelm Löhe reisten die Auswanderer in den folgenden Wochen über Albany und Buffalo nach Michigan.
Am 10. Juli 1845 erreichte Crämer über Detroit Saginaw. Am Cass-Fluss begannen die Auswanderer Wälder zu roden. Schließlich gründete man hier den Ort Frankenmuth, der an die zurückgelassene Heimat der Gründer erinnern sollte. An Weihnachten 1845 wurde in einer provisorischen Holzkirche in der Siedlung der erste Gottesdienst gefeiert. Nach der Gründung begann Friedrich August Crämer in der Umgebung zu missionieren. Zunächst schloss sich Crämer der Michigan-Synode an, 1847 gründete er mit einigen Mitstreitern die Deutsche Evangelische Lutherische Synode von Missouri, Ohio und anderen Staaten.
Die Synode berief Crämer auf den Lehrstuhl für Theologie am geistlichen Seminar in Fort Wayne. Im Jahr 1861 wechselte Crämer nach St. Louis. Parallel engagierte sich Crämer im Aufbau weiterer christlicher Gemeinden. So entstand in Minerstown bei Saint Louis eine Gemeinde für irische und deutsche Einwanderer. Im Jahr 1875 wurde das theologische Seminar von Saint Louis nach Springfield, Illinois verlegt. In Springfield lehrte Crämer weiter, wobei mehrere Typhusepidemien eine reguläre Tätigkeit zeitweise unmöglich machten.
Im Jahr 1881 starben innerhalb von zwei Monaten mehrere der erwachsenen Kinder und zwei Enkel, wahrscheinlich hatte hieran die Seuche Schuld. Die Ehefrau Crämers verwand diesen Schock nie wieder. Sie starb am 11. November 1884. Crämer lehrte dennoch weiter am Springfielder Seminar. Am 2. April 1891 holte er den Theologen Reinhold Pieper am Bahnhof ab und hielt einige Tage später eine Rede für seinen Nachfolger. Während des Gottesdienstes brach Crämer zusammen. Er starb am Morgen des 3. Mai 1891 im Alter von 78 Jahren.
Crämer wurde im Oak Ridge Cemetery in Springfield am 7. Mai beerdigt. Dem Sarg folgten über 300 seiner ehemaligen Studenten, sodass diese Prozession eine der größten der Vereinigten Staaten im ausgehenden 19. Jahrhundert war. Nach Crämer wurde die „Craemer-Hall“ auf dem Gelände des theologischen Seminars in Springfield benannt. Crämer erhielt außerdem eine Gedenktafel in Frankenmuth. In den USA steht heute insbesondere die Missionstätigkeit Crämers im Vordergrund der Erinnerung an ihn.